# Puštal
"
Puštal" je naselje u slovenskoj Općini Škofji Loki. "
Puštal" se nalazi u pokrajini Gorenjskoj i statističkoj regiji Gorenjskoj. 

## Stanovništvo
Prema popisu stanovništva iz 2002. godine naselje je imalo 654 stanovnika.